# Jesu Kristi Kirke af Sidste Dages Hellige (Strangiter)
Jesu Kristi Kirke af Sidste Dages Hellige (engelsk:Church of Jesus Christ of Latter Day Saints) er et trossamfund inden for Mormonismen som blev (gen-)dannet af James J. Strang i 1844 efter den oprindelige Mormonkirkes profet, (Joseph Smith) døde. Trossamfundet mener, at James Strang var Joseph Smiths rette efterfølger, derfor kaldes dets medlemmer strangiter for at kunne skelne dem fra andre grene inden for mormonismen. Deres hovedkvarter ligger i Burlington i den amerikanske delstat Wisconsin.
Kirken skal ikke forveksles med Mormonkirken, der som den største gruppe valgte at følge Brigham Young. Begge trossamfund hævder at være den sande arvtager til den Kristi Kirke, som blev grundlagt af Joseph Smith den 6. april 1830. 

## Historie
I 1844 slog Strang sig sammen med 2000 tilhængere ned vest for Burlington i Wisconsin. Hvor de grundlagde byen Voree og begyndte at bygge et tempel som dog aldrig blev færdigt. Strang hævdede, at en engel åbenbarede sig for ham i Voree den 1. september 1845 og viste ham et sted, hvor et fortidigt budskab, til Guds folk, skulle være gemt.
Den 13. september begav Strang sig sammen med fire venner til dette sted, hvor de fandt et stort egetræ, syd for White River i Wisconsin. De fældede træet og gravede tre fod ned i marken. Der fandt de eftersigende tre små messingplader i et skrin af brændt ler. Strang hævdede, at han med guddommlig hjælp oversatte pladernes tekst, som skulle være blevet skrevet af en fortidig amerikaner kaldet Rajah Manchou fra Vorito. I denne tekst, som var skrevet på et hidtil ukendt alfabet, blev højen hvori den havde været nedgravet være blevet kaldt ”Hill of Promise” (Løftehøjen).
Flere indflydelsesrige mormoner, deriblandt Joseph Smiths nærmeste familie, støttede i begyndelsen Stangs påstand om at være kirkens retmæssige nye profet efter Joseph Smiths død. Mange af dem trak dog deres støtte, da Strang fra 1849 begyndte at ændre sin forkyndelse og praksis på mange områder, samtidig oplevedes han som mere og mere magtbegærlig. I 1849 begyndte Strang at tale for polygami. I 1850 flyttedes kirkens hovedkvarter til Beaver Island i Lake Michigan, hvor man grundlagde kolonien St. James, med Strang som ”konge” og hersker og samme år begyndte Strang at prædike, at lørdagen var den rette hviledag.

### Herrens lovbog
I 1851 publicerede Strang Herrens Lovbog (The Book of the Law of the Lord). Strang hævdede, at den hovedsageligt byggede på en oversættelse af Labans plader (nævnt i Mormons Bog, 1. Nefi 4:20), som en engel skulle have overleveret til ham sammen med Urim og Tummim, med hvis hjælp han oversatte teksten på pladerne. Strang hævdede, at disse plader (præcis som de plader, som manuskriftet til Mormons bog skulle have været skrevet på) udgjorde forsvundne dele af Bibelen som førtes ud af Jerusalem samtidigt med det Babyloniske fangenskab (omkring år 600 f.Kr.) og derefter ført over til Amerika af rettroende jøder som sejlede over havet. Der skulle de have ligget gemt for at blive åbenbaret for Guds sande vidner i de sidste dage.
Strang henviste til Bibelen og mente, at de stave som omtales i Ezekiels Bog 37:19 er Mormons bog (”Josefs stav”) og Herrens lovbog (”Judas stav”). Bogen siges også at indeholde den eneste komplette og sande version af Guds ti bud.

### Mordet på Strang, kirkens forfald
I St. James mødte Strang meget fjendtlighed fra den omgivende befolkning, på grund af konflikter omkring landspørgsmål og andet. Hans enevældige fremtoning resulterede også i en voksende modstand blandt en del af kirkens medlemmer. Den 20. juni 1856 led Stang samme skæbne som Joseph Smith og blev skudt i ryggen af to modstandere. Han døde tre uger efter, af skaderne som skuddene havde forvoldt. Omkring samme tid ankom modstandere af kolonisterne til øen og overtog deres ejendomme og sejlede dem væk fra øen.
Subsistensløse og uden en udpeget leder spredtes medlemmerne af kirken for alle vinde, mange sluttede sig til Kristi Samfund, men en mindre gruppe ledet af Præsten Wingfield Watson stod ved Strangs lære og vendte tilbage til området omkring Voree. Kirken eksisterer fortsat som et meget småt trossamfund, som i 1998 kun talte 300 medlemmer, hvilket er langt fra de 12.000 medlemmer, som trossamfundet talte ved James Strangs død. Kirken har sin egen websted, men ingen profeter eller apostle. Det højeste embede som for øjeblikket kan tildeles kirkens medlemmer er ældste. Kirken er en af de meget få kirker, som påstår at være den rette efterfølger til Joseph Smiths Kristi Kirke, som også påstår at havde oversat yderligere genopdagede skrifter. Hverken Mormonkirkens eller Kristi Samfunds ledere har nogensinde påstået, at oversætte nogle nyopdagede antikke hellige skrifter siden Joseph Smiths tid.